# Amy Thomas
Amy Thomas (født 2. september 2000) er en kvindelig australsk håndboldspiller. Hun spiller i UTS Handball Club og på Australiens håndboldlandshold, som målvogter. Hun repræsenterede Australien, under VM 2019 i Japan.